# دیدگاه هوبرت درایفوس راجع به هوش مصنوعی

کتاب آنچه کامپیوتر نمی‌تواند انجام دهد نوشته شده توسط درایفوس در سال ۱۹۷۹

هوبرت درایفوس یکی از منتقدین پروژه هوش مصنوعی از دهه ۱۹۶۰ تاکنون است. او در یک سری از مقالات و کتاب‌ها از جمله کیمیاگری و هوش مصنوعی (۱۹۶۵) , آنچه کامپیوتر نمی‌تواند انجام دهد (۱۹۷۲; ۱۹۷۹; ۱۹۹۲) و ذهن بیش از دستگاه (۱۹۸۶) به انتشار ارزیابی بدبینانه خود از پیشرفت هوش مصنوعی پرداخت و نقدی بر مبانی فلسفی این زمینه کرد. نقد درایفوس در اکثر مقالات معرفی فلسفه هوش مصنوعی مورد بحث قرار گرفت. از جمله (Norvig(۲۰۰۳ کتاب استاندارد هوش مصنوعی و (Fearn (۲۰۰۷، یک مطالعه از فلسفه معاصر.
درایفوس اظهار داشت که هوش و مهارت‌های انسان در درجه اول بر غرایز ناخودآگاهانه او استوار است تا منطق سمبلی شده آگاهانه؛ و هیچ‌گاه نمی‌تواند توانایی‌های ناخودآگاهانه را در قالب فرمول‌های ریاضی تولید کرد. نقد او بر پایه دیدگاه فیلسوفان قاره‌ای مدرن همچون موریس مرلو-پونتی و هایدگر بود؛ و دقیقاً در هنگام اولین موج تحقیقات هوش مصنوعی که از فرمول‌های سمبلی سطح بالا برای نشان دادن واقعیت استفاده می‌کرد بیان شد. در این موج از تحقیقات سعی بر این بود که هوش را تا سطح مهارت‌های سمبلی شده پایین بیاورند.
زمانی که دیدگاه درایفوس برای اولین بار در دهه ۱۹۶۰ انتشار یافت، آن‌ها با تمسخر و توهین بیدرنگ مواجه شدند. هرچند در دهه ۱۹۸۰ بسیاری از پیشبینی‌های او در آزمایش‌های رباتیک مشاهده شد و باعث به وجود آمدن شاخه جدید زیر-نماد شد. دانیل کریویر می‌نویسد: «زمان اهمیت پیشبینی‌های دریفوس را ثابت کرد»

## انتقاد درایفوس

### وعده‌های بلندپروازانه هوش مصنوعی
در کیمیاگری و هوش مصنوعی (۱۹۶۵) و آنچه کامپیوتر نمی‌تواند انجام دهد (۱۹۷۲)دریفوس به خلاصه تاریخچه هوش مصنوعی اشاره کرد و فلسفه خوشبینانه بی‌اندازه در این موضوع را مورد تمسخر قرار دارد. برای مثال هربرت سیمون پس از موفقیت برنامهٔ خود راه حل عمومی (۱۹۵۷) پیش‌بینی کرد که تا سال ۱۹۶۷:
- یک کامپیوتر قهرمان جهان در شطرنج خواهد شد.
- یک کامپیوتر قضایای جدید مهم ریاضی را کشف و اثبات خواهد کرد.
- اکثر نظریه‌های روانشناسی را در قالب برنامه‌های کامپیوتری بدست خواهند آورد.

مطبوعات این پیشبینی‌ها را پیشبینی‌های درخشانی خواندند که به زودی در هوش ماشین‌ها دست یافتنی است.
اما دریفوس احساس می‌کرد این خوشبینی غیرقابل توجیه است. او باور داشت که این پیشبینی‌ها بر پایه فرض‌های اشتباه دربارهٔ هوش طبیعی خود انسان است. پاملا مککوردوک دربارهٔ موضع دریفوس می‌گوید:
یک سو تفاهم بزرگ برای سردرگمی عموم دربارهٔ ماشین‌های متفکر وجود دارد، یک سو تفاهم که توسط ادعاهای غیرواقعی محققان هوش مصنوعی ایجاد شده‌است، ادعایی که موجب شده فکر کنند ماشین‌های متفکر هم اکنون همین جا هستند! یا تا هر حدی متفکر شده‌اند. همین جا یک گوشه‌ای!
این پیشبینی‌ها بر اساس "پردازش اطلاعات" ذهن انسان، یک مقاله از آلن نیوول و سیمون به نام نظریه محاسبات ذهن که بعدها به یک دیدگاه فلسفی به نام "کامپیوتشونالیسم" توسط فیلسوفانی چون جری فودر و هیلاری پاتنم توسعه یافت بود. آن‌ها در این مقاله ادعا داشتند که توانستند پردازش اصلی ذهن انسان را با برنامه‌های ساده‌ای شبیه‌سازی کنند، پس بنابراین به نظر می‌رسید برای رسیدن به هوش مصنوعی تنها چند قدم کوچک دیگر کافی است، اما دریفوس با این فلسفه مخالفت کرد، مخصوصاً در فلسفه قرن بیستم او به مشکلات بزرگی دربارهٔ دیدگاه محاسبات ذهن اشاره کرد، چون یک ذهن در فلسفه مدرن به یک کامپیوتر شبیه نیست (یا محاسبه گر تلقی نمی‌شود).

### چهار فرض دریفوس دربارهٔ هوش مصنوعی
در کیمیاگری و هوش مصنوعی و آنچه کامپیوتر نمی‌تواند انجام دهد دریفوس چهار فرض فلسفی را شناسایی کرد که حامی این بود که هوش انسان بر اساس بکاربردن نمادها کار می‌کند . "در هر فرض" دریفوس می‌نویسد: "آن فرض به عنوان یک حقیقت توسط محققان هوش مصنوعی گماشته شده‌است و نتایج را تضمین می‌کند در صورتی که یک فرضیه باید قبل از نتیجه‌گیری به وسیله نتایج تست شود (نه این که نتایج را به وسیله فرضیه نتیجه‌گیری کنند)."
فرض بیولوژیکی
پردازش اطلاعات در مغز توسط راه‌های بیولوژیکی معادل روشن/خاموش سوئیچ است.
در روزهای اولیه تحقیقات مغز و اعصاب، دانشمندان متوجه شدند که سلول‌های عصبی رفتاری مانند پالس‌های صفر و یکی دارند. چند محقق مانند والتر پیتز و وارن مکالیک استدلال کردند که سلول‌های عصبی عملی شبیه به روش گیت‌های منطق بولین به کار می‌گیرند و بنابراین می‌تواند توسط مدارهای الکترونیکی در سطح نورون شبیه‌سازی شود.
زمانی که رایانه‌های دیجیتالی به‌طور گسترده‌ای در اوایل دهه ۵۰ استفاده می‌شدند. این استدلال توسعه یافت و مدعی شد که مغز یک دستگاه نمادین عظیم از منطق دودویی صفر و یک است. دریفوس قادر به رد فرض بیولوژیکی با استناد به تحقیقات مغز و اعصاب بود که نشان می‌داد عمل و زمان شلیک نورون به صورت اجزا آنالوگی است و نه دیجیتالی . دانیل کرویر دربارهٔ فرض بیولوژیکی معتقد است که "افراد کمی هنوز اعتقاد دهه ۷۰ را دارند؛ و تقریباً هیچ کس با دریفوس مخالف نیست".
فرض روانی
ذهن می‌تواند به عنوان یک دستگاه در نظر گرفت که اطلاعات را به صورت بیت به بیت پردازش می‌کند.
او این فرض به وسیله نشان دادن آن که بسیاری از آنچه ما در مورد جهان "می‌دانیم" متشکل از مجموعه نگرش یا گرایش است که ما را نسبت به یک تفسیر متضاد با آن نگرش سست می‌نماید رد می‌کند. او استدلال کرد که حتی زمانی که ما از نمادهای صریح استفاده می‌کنیم. از آن‌ها در مقابل پیش زمینه ناخودآگاه دانش عام استفاده می‌کنیم و بدون این پیش زمینه نمادهای ما هر معنی می‌توانند داشته باشند. از نظر دریفوس این پیش زمینه در افراد مختلف نمادهای صریح یکسان با معانی صریح یکسانی ندارد (یعنی ذهن انسان مانند کامپیوتر برای نمادهایش معانی دقیقی ندارد)
فرض معرفت شناختی
تمامی دانش‌ها می‌تواند در قالب فرمول‌های منطقی تبدیل گردد.
این فرض مربوط به مشکلات فلسفی با موضوع معرفت‌شناسی یا مطالعه دانش است. حتی اگر ما به توافق برسند که فرض روانی غلط است. محققان هوش مصنوعی هنوز هم می‌تواند استدلال کنند (همان‌طور که پیش‌کسوت هوش مصنوعی جان مک‌کارتی استدلال کرد) که ممکن است بتوان تمامی دانش‌های موجود حتی دانش‌های هوشی انسان را به صورت فرمول‌های منطقی درآورد. دریفوس استدلال کرد که هیچ توجیهی برای این فرض وجود ندارد از آنجا که خیلی از دانش بشری نمادین نیست و احساسی است (احتمالی است) و منطقی برای آن وجود ندارد که فرمول بندی شود.
فرض هستی‌شناسی
جهان متشکل از حقایق مستقلی است که می‌تواند توسط نمادهای مستقل شبیه‌سازی شود
دریفوس یک فرض زیرکانه در مورد جهان را نیز شناسایی کرد. محققان هوش مصنوعی (و فوتوریست‌ها و نویسندگان داستان‌های علمی تخیلی) اغلب فرض می‌کنند که هیچ محدودیتی برای دانش علمی وجود ندارد. زیرا که آن‌ها فرض می‌کنند که هر پدیده‌ای در جهان می‌توان با نمادها یا تئوری‌های علمی توجیه کرد. این فرض بیان می‌کند که هر آنچه را که "وجود دارد" را می‌توان به عنوان اشیاء، خواص اشیاء، کلاسی از اشیاء، روابط اشیاء و … فرض کرد، و این دقیقاً آن چیزهایی است که می‌توان با منطق و زبان و ریاضیات بیانشان کرد. این سؤال که "چه چیزی وجود" را علم هستی‌شناسی می‌نامند و بنابراین دریفوس این فرض را فرض هستی‌شناسی نامید. اما اگر این فرض غلط باشد آن گاه ابهاماتی را دربارهٔ آنچه انسان کاملاً می‌داند و آنچه هوش مصنوعی می‌تواند کاملاً بداند ایجاد می‌کند (و هیچ تضمینی وجود ندارد که فرضشان درست باشد)

### دانستن چگونه" در مقابل "دانستن که": اولویت شهود
در "ذهن بیش از دستگاه" (۱۹۸۶), نوشته شده در اوج متخصص سیستم. دریفوس تفاوت بین انسان متخصص و برنامه‌هایی که ادعا آن را دارند را تجزیه و تحلیل کرد؛ و این تحلیل را در کتاب آنچه که کامپیوتر نمی‌تواند انجام دهد گسترش داد؛ در آن او استدلال انتقادی مشابهی را ضد "شبیه‌سازی شناخت " مدرسه تحقیقات هوش مصنوعی آورد که توسط آلن نیوول و هربرت الکساندر سیمون در دهه ۶۰ پایه‌گذاری شده بود.
دریفوس استدلال کرد که انسان‌ها در حل مشکلات و تجربه‌هایشان بیشتر از احساس خود نسبت به آن مسله تأثیر می‌پذیرد و آنچه که برایش جالب یا مهم‌تر است وضعیت را تعیین می‌کند تا آنکه در میان تمامی احتمالات موجود جستجو کند و آنچه را که بیشتر نیاز دارد برگزیند. دریفوس این تفاوت را در سال ۱۹۸۶ تحت عنوان «دانستن-که» و «دانستن-چگونه» بر اساس تمایز هایدگر از در حال حاضر در دست و آماده به کار بیان کرد.
دانستن-که هوشیاری ما است، توانایی حل مسله به صورت گام به گام. ما از این مهارت زمانی استفاده می‌کنیم که با یک مسله مشکل مواجه می‌شویم و نیاز داریم تا توقف کنیم، یک گام به عقب برداریم و در آن هنگام درون ایده‌ها جستجو کنیم. با چنین ترفندی ایده‌ها ساده‌تر و راحت‌تر می‌شوند و آسان‌تر به نمادها تبدیل می‌گردند و می‌توانند به صورت منطق در بیایند. این مهارت را نیوول و سیمون با هر دو روش آزمایش‌های روانی و برنامه‌های کامپیوتری نشان داده‌اند. دریفوس قبول کرد که برنامه‌های آن‌ها به اندازه کافی از مهارتی که او «دانستن-که» می‌نامید تقلید می‌کند.
از سوی دیگر دانستن-چگونه روشی است که ما در برخورد با چیزهای معمول به کار می‌بریم. در آن هنگام اقدامات ما بر پایه استفاده از هوشیاری و منطق نمادین نیست، مثلاً زمانی که یک چهره آشنا را تشخیص می‌دهیم ناخودآگاه حرف صحیحی برای گفتن به او در نظر می‌گیریم. به نظر می‌رسد که ما پرشی کاملاً صحیح به حرف درست برای گفتن را داشتیم بدون آن که هیچ حرف دیگری را در نظر گرفته یا بررسی کنیم. این توانایی منشأ گرفته از تخصص است. دریفوس استدلال کرد: زمانی که شهودهای ما آموزش دیده‌اند به نقطه‌ای می‌رسیم که گویا ما قوانین را فراموش کرده‌ایم و به سادگی «اندازه موقعیت» را «می‌سنجیم» و واکنش نشان می‌دهند.
حس انسان از وضعیت با توجه به گفته دریفوس بر اساس اهداف و فرهنگ انسان است—همهٔ شهودهای ناخودآگاه، نگرش و دانش در مورد جهان. این «متن» یا «زمینه» یک شکل از دانش است که در مغز ما به صورت نمادین ذخیره نشده‌است (مربوط به دازاین هایدگر) اما به‌طور مستقیم به طریقی. بر آنچه ما متوجه می‌شویم و آنچه ما متوجه نمی‌شویم، آنچه ما انتظار و آنچه انتظار نداریم تأثیر دارد: ما بین چیزهایی که از نظر ما ضروری است و چیزهایی که فکر می‌کنیم غیرضروری است تبغیض قائل می‌شویم. چیزهایی که غیرضروری هستند به سمت «حاشیه آگاهی» ما می‌روند (یک عبارت از ویلیام جیمز): میلیون‌ها چیز هستند که ما از آن‌ها آگاه هستیم، اما اکنون هیچ فکری راجع به آن‌ها نمی‌کنیم.
دریفوس باور نمی‌کرد که برنامه‌های هوش مصنوعی آن طور که در دهه‌های ۷۰ و ۸۰ پیگیری می‌شدند بتوانند این «پیش زمینه» را مدلسازی کنند یا بتوانند به سرعت ناخودآگاه مسائل را حل کنند. او استدلال کرد که دانش ناخودآگاه ما هیچ‌گاه نمی‌تواند در قالب نمادها مدلسازی شود. اگر هوش مصنوعی نمی‌تواند یک راه برای حل این مشکل پیدا کند در آن صورت محکوم به شکست خواهد بود.

## تاریخچه

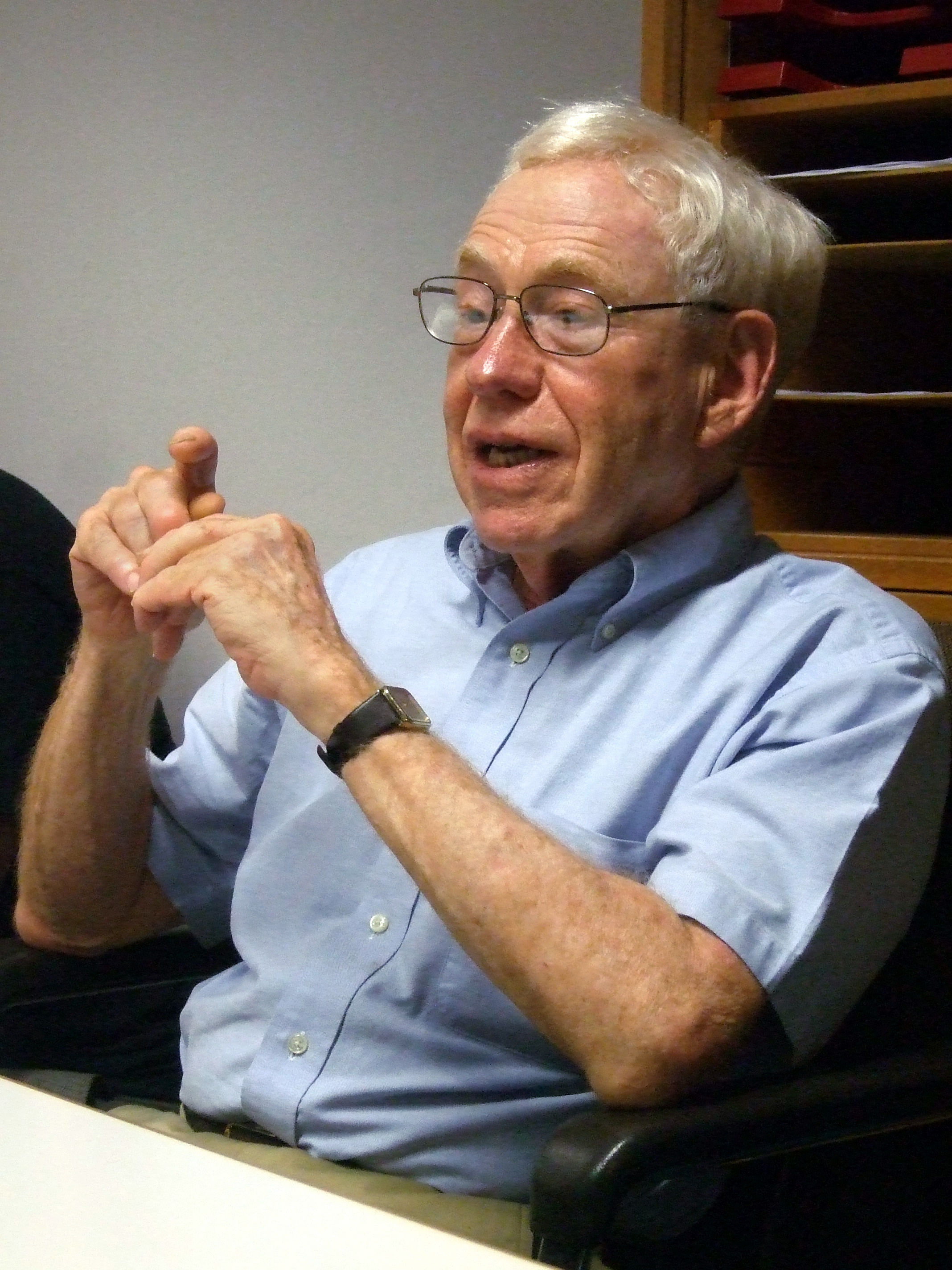
هوبرت درایفوس

دریفوس در هنگامی که یک پروفسور در دانشگاه‌ام آی تی بود شروع به تدوین انتقاد خود دربارهٔ تحقیقات هوش مصنوعی کرد (در اوایل دهه ۶۰). . انتشار اولین انتقاد اود به علت مخالفت با حرف‌های هربرت سیمون در یک مقاله انتقادی نیم صفحه‌ای در سال ۱۹۶۱ بود دریفوس به عنوان یک فیلسوف خود نیز مورد انتقاد زیادی قرار گرفت. در آن زمان محققان هوش مصنوعی فکر می‌کردند که در نزدیکی حل کردن مشکلات فلسفی طولانی مدتی بودند که به وسیله هوش کامپیوترها می‌تواند در مدت زمان کمی حل شود

### کیمیاگری و هوش مصنوعی
در سال ۱۹۶۵ دریفوس (با کمک برادرش استوارت دریفوس) توسط پل آرمر استخدام شد تا تابستان را در RAND Corporation فعالیت کند، او در آنجا کیمیاگری و هوش مصنوعی اولین کتاب انتقادی خود را نوشت. آرمر فکر کرده بود که یک کارشناس بی‌طرف را استخدام کرده و بعد از آن که دید دریفوس یک مقاله بسیار تخریب‌کننده را علیه بنیادهای زمینه تحقیقاتی نوشته بسیار تعجب کرد. (آرمر بعدها گفت که از مقاله قبلی دریفوس چیزی نمی‌دانسته) آرمر ابتدا از انتشار مقاله ممانعت کرد اما در نهایت گفت: «اگر نتیجه مقاله آن چیزی نشد که شما می‌خواستید دلیلی بر انتشار نکردن آن نیست.» و آن را در نهایت انتشار داد؛ و به زودی این مقاله مهم‌ترین مقاله RAND شد و پرفروش‌ترین مقاله آن دوران تبدیل گشت.
مقاله به صراحت هوش مصنوعی را به تمسخر گرفته بود و آن را با کیمیاگری مقایسه کرده بود: تلاس بی‌فایده برای تبدیل فلزات به طلا بر پایه فرضیات بی‌پایه و اساس و رویاپردازی‌های اساطیر گونه بدون تفکر صحیح. و شرایط آن را به صورت تمسخر آمیزی به آینده نگری‌های (گاهی کوتاه مدت) هوش مصنوعی شبیه دانست.

### واکنش‌ها
مقاله باعث داد و بیداد شد، به گفته مککوردوک پاسخ جامعه هوش مصنوعی تند و شخصی بود.. سیمور پاپرت یک سوم از این مقاله با عنوان «شایعات بی‌اساس» خواند و ادعا کرد که هر نقل قول به عمد به صورت مغرضانه‌ای گرفته شده‌است. سیمون دریفوس را متهم به سیاست بازی کرد. سیمون می‌گوید: «آنچه که من را خشمگین می‌کند این است که RAND آن زباله را به خود چسباند».
دریفوس که در دانشگاه MIT تدریس می‌کرد به یاد می‌آورد که همکارانش که در هوش مصنوعی کار می‌کردند «جرأت نمی‌کردند که با من ناهار صرف کنند.» ویزنبوم (نویسنده الیزا) احساس می‌کرد که رفتار همکارانش در مقابل دریفوس غیر حرفه‌ای و بچه گانه بود. اگه چه که خود او یک منتقد صریح از دریفوس بود، به یاد می‌آورد "من تنها عضو از انجمن هوش مصنوعی بودم که با دریفوس ناهار می‌خوردم؛ و من به عمد با او ناهار می‌خوردم چون به نظرم کار بقیه افراد رفتار شایسته‌ای با یک انسان نبود ."
دریفوس برای تمسخر کردن هوش مصنوعی گفته بود که هوش یک بچه ۱۰ ساله هم از هوش مصنوعی برتر است پس برای بدست آوردن شهرت دوباره هوش مصنوعی سیمور پاپرت یک بازی شطرنج را میان دریفوس و برنامه مک هک برنامه‌نویس ریچارد مرینبلت ترتیب داد. دریفوس بازی را باخت. و بعد از آن در یک آگهی از انجمن ماشین‌های حسابگر از این تیتر استفاده کرد:
"یک بچه ده ساله می‌تواند ماشین را شکست دهد— دریفوس
اما این دستگاه می‌تواند دریفوس را شکست دهد !!"
دریفوس شکایت کرد که او نگفته که یک کامپیوتر هرگز نمی‌تواند شطرنج بازی کند! و هربرت سیمون پاسخ داد: «شما باید تشخیص دهید که برخی از افرادی که توسط نثر تیز شما تیغ زده شدند ممکن است خود آن چاقو را تیز کرده تا خراشی به شما بزنند، و برای بهبود این حس، شوخی کردن یک گام اول خوب است.»

### توجیه
در اوایل دهه ۹۰ چندین مورد از نظریه‌های رادیکال دریفوس عضوی از جریان اصلی شدند.
شکست خوردن پیش‌بینی‌ها همان‌طور که دریفوس پیش‌بینی کرده بود وعده‌های پرآب و تاب محققان هوش مصنوعی با شکست مواجه شد. ماشین‌های بسیار هوشمند آن طور که گفته شده بود تا دهه ۷۰ به وقوع نپیوستند. HAL 9000 (که بر اساس نظرات ماروین مینسکی باید توانایی زبان طبیعی را دارا بود) در سال ۲۰۰۱ ظاهر نشد.  امروز محققان به مراتب بسیار کمتر تمایلی به این نوع پیش‌بینی‌های رؤیا گونه دارند. (اگر چه برخی از فوتوریست‌ها مانند ری کرزویل هنوز هم همان روند خوشبینانه را در پیش گرفته)
فرض بیولوژیکی اگر چه هنوز هم افرادی معتقد هستند که می‌توان با مهندسی معکوس روی مغز انسان آن را به صورت منطق دودویی درآورد (مانند ری کرزویل  یا جف هاوکینز) آن‌ها اساساً فرض کرده بودند که نورون‌ها به صورت دیجیتال هستند در صورتی که آن‌ها بیشتر شبیه به آنالوگ کار می‌کنند، پس ما در نهایت می‌توانیم نورون‌ها را به صورت دیجیتالی تنها تا سطحی نزدیک به آن شبیه‌سازی کنیم. (آلن تورینگ شبیه چنین ایده‌ای را در سال ۱۹۵۰ مطرح کرده بود)
فرض روانی و ناخودآگاه. بسیاری از محققان قبول کرده‌اند که منطق انسان به صورت یک منطق نمادین نیست. در واقع پس از آن که دریفوس مقاله انتقادی خود را منتشر کرد بسیاری از محققان هوش مصنوعی تلاش برای نمادین کردن منطق یا "GOFAI" را کنار گذاشتند تا مدلی را پیاده‌سازی کنند که در آن بتوانند منطقی ناخودآگاه را دخیل کرد. دانیل کرویر می‌نویسد: که در سال ۱۹۹۳ بر خلاف سال ۱۹۶۵ محققان هوش مصنوعی "دیگر فرض روانی را کنار گذاشته‌اند", و این امر تا به حال ادامه دارد
دانسته‌های جدید «زیر-نمادین» عبارتند از:
- هوش محاسباتی مقدس (طبیعی) , مانند شبکه عصبی، الگوریتم‌های تکاملی و غیره عمدتاً در جهت ناخودآگاه شبیه‌سازی شده‌است. دریفوس خود موافق است که این نوع از «گرایش» و «نگرش» برای هوش و تخصص ضروری است.[۲۷]
- تحقیقات در عرف دانش عام بیشتر متمرکز بر بازتولید «پس زمینه» یا زمینه دانش شده‌است.
- محققان رباتیک مانند هانس مارووک و رادنی بروکس اولین کسانی بودند که متوجه شدند که تولید مهارت‌های ناخودآگاهانه از سخت‌ترین مهندسی معکوس‌ها است. (برای مثال پارادوکس مارووک.)[۲۸]
- آماری هوش مصنوعی با استفاده از تکنیک‌های آماری و اقتصادی به دستگاه اجازه می‌دهد تا «حدس بزند» – و بر اساس تجربه بتواند تصمیم‌های نادقیق بگیرد؛ که این تکنیک بسیار موفق و خوبی برای شبیه‌سازی هوش ناخودآگاه است.

این تحقیقات‌ها بدون دخالت مستقیمی با دریفوس در حال انجام است.
دانستن-چگونه و دانستن-که. تحقیق در روانشناسی و اقتصاد قادر به نشان دادن که نظریه دریفوس (هایدگر) و گمانه زنی‌ها در مورد ماهیت تفکر انسان مشکل اساساً درست است. دنیل کانمن و آموس تورسکی اطلاعات و شواهد بسیار زیادی را جمع‌آوری کردند که انسان برای تصمیم‌گیری از دو روش مختلف استفاده می‌کند آن‌ها به نام "نظام ۱" و "نظام ۲" هستند. نظام ۱ , که همچنین به عنوان تطبیق ناخودآگاه شناخته شده‌است سریع و ناخودآگاه است؛ و نظام ۲ آهسته و منطقی و سنجیده‌است. آن‌ها تحقیقات خود را در کتاب تفکر سریع و آهسته جمع‌آوری کردند .

### نادیده گرفته
اگرچه تحقیقات هوش مصنوعی دیگر با دریفوس موافق شده‌است اما مککوردوک می‌نویسد: «تصور من این است که این پیشرفت‌ها تدریجی صورت گرفته‌است و به هیچ وجه مدیون به دریفوس نیست.»

## صفحات مرتبط
- تطبیقی ناخودآگاه
- تز چرچ تورینگ
- کامپیوتر شطرنج
- هوبرت دریفوس
- فلسفه هوش مصنوعی
- اخلاق هوش مصنوعی